# Consumo y recursos energéticos a nivel mundial

Potencia empleada mundial de la energía.

Intensidad energética de diferentes economías El gráfico muestra la cantidad de energía que es necesaria para producir un dólar de Producto Nacional Bruto para países seleccionados. El PNB está referido a paridad de capacidad de compra en 2004 y a dólares de 2000 ajustados por la inflación.

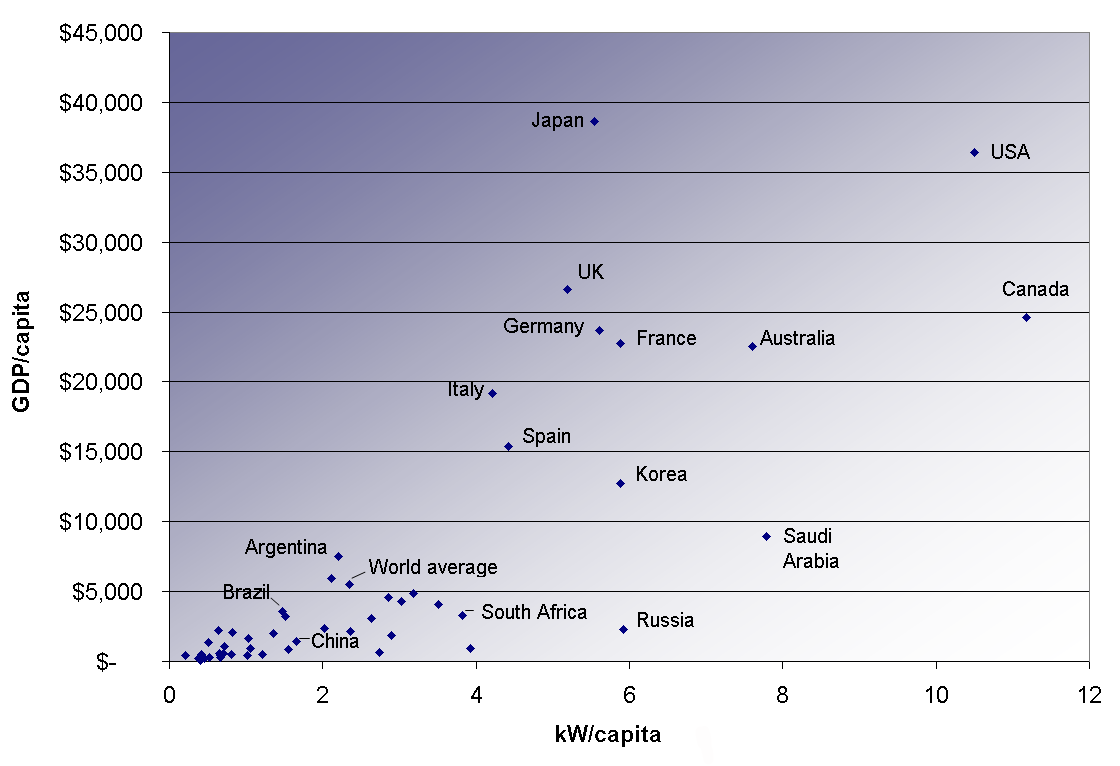
Consumo energético per capita frente a PNB per capita El gráfico representa la energía per capita frente al ingreso per capita de todos los países con más de 20 millones de habitantes, que representan a más del 90% de la población mundial. La imagen muestra la amplia relación entre riqueza y consumo energético.

PIB y consumo energético de Japón desde 1968 hasta 2012. Los datos muestran la fuerte correlación existente entre el PIB y el uso de energía, aunque también muestra que este vínculo puede ser roto. Después de las crisis petrolíferas de 1973 y de 1979 el uso de la energía se estancó mientras que el PIB de Japón continuó creciendo, después de 1985, bajo la influencia de los bajos precios del petróleo, el uso de energía retornó a su relación histórica con el PIB.

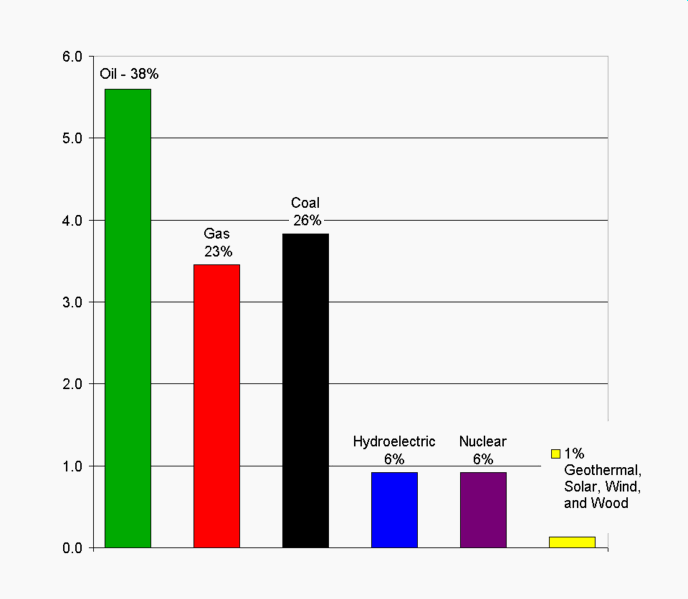
Suministro energético mundial en TW

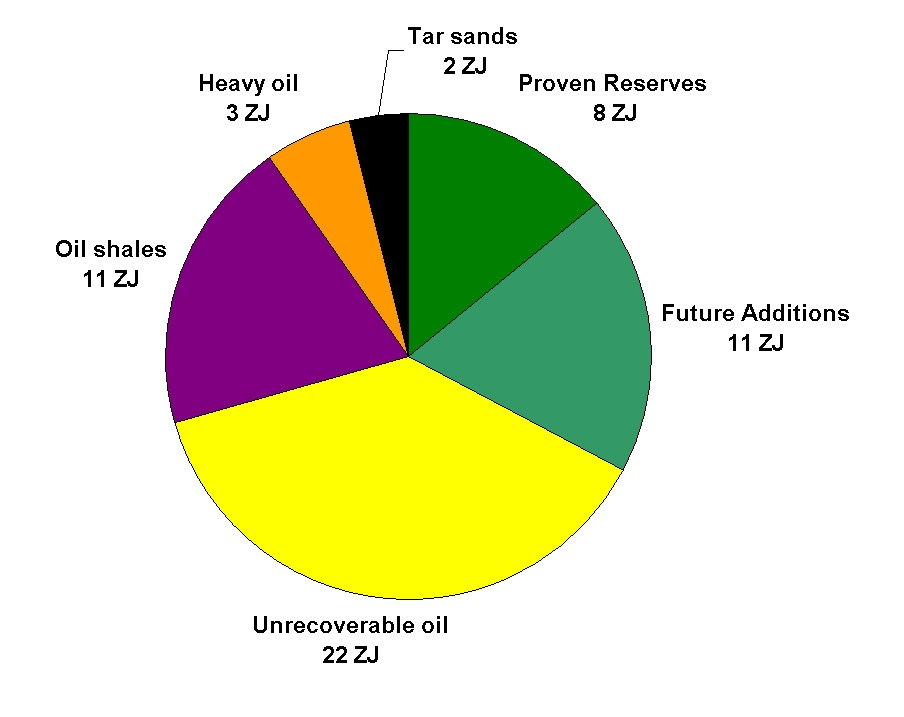
Petróleo restante Declive de los restantes 57 ZJ de petróleo en el planeta. El consumo anual de petróleo en 2005 fue de 0,18 ZJ. Hay una incertidumbre significativa al respecto de ese dato. Los 11 ZJ de las futuras incorporaciones de reservas extraíbles podrían resultar optimistas.

Fuentes de energías renovables mundiales a finales de 2006. Source: REN21

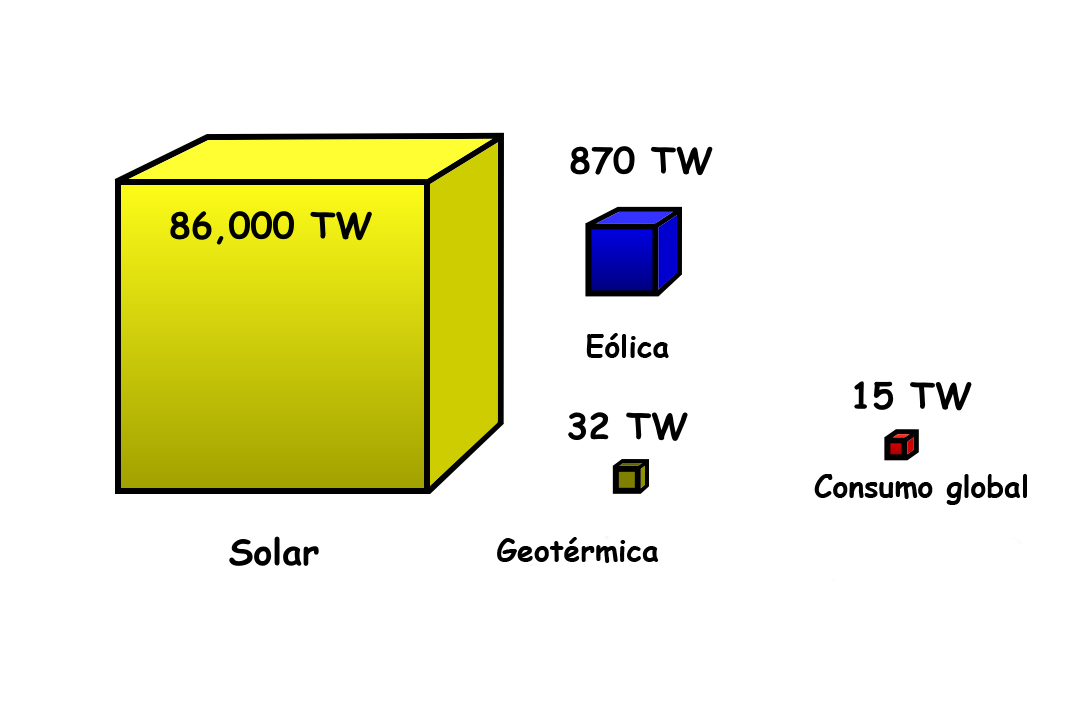
Energía renovable disponible. El volumen de los cubos representa la cantidad de energía geotérmica, eólica y solar disponible en TW, mientras que solo una pequeña parte es recuperable. El cubo rojo pequeño muestra proporcionalmente el consumo energético global.

Energía solar tal y como se dispersa sobre el planeta y es radiada de vuelta al espacio. Los valores aparecen en PW =10^{15} vatios.

Las reservas energéticas y el consumo de energía a nivel mundial son asuntos de la mayor importancia.
En este artículo se emplean las unidades, los prefijos y las magnitudes del Sistema Internacional como la Potencia en vatios o Watts(W) y Energía en julios (J), cara a comparar directamente el consumo y los recursos energéticos a nivel mundial. Un Julio es un vatio por segundo.
El consumo energético mundial total en 2005 fue de 500 EJ (= 5 x 1020 J) (o 138.900 TWh), considerando las distintas fuentes de energía, entre las que destaca el 86,5% correspondiente a la combustión de combustibles fósiles, aunque hay al menos un 10% de incertidumbre en estos datos. Esto equivale a una potencia media de 15 TW (= 1.5 x 1013 W). No todas las economías mundiales rastrean sus consumos energéticos con el mismo rigor, y el contenido energético exacto del barril de petróleo o de la tonelada de carbón varía ampliamente con la calidad.
La mayor parte de los recursos energéticos mundiales provienen de la irradiación solar de la Tierra - alguna de esta energía ha sido almacenada en forma de energía fósil, otra parte de ella es utilizable en forma directa o indirecta como por ejemplo vía energía eólica, hidráulica o de las olas. El término constante solar es la cantidad de radiación electromagnética solar incidente por unidad de superficie, medida en la superficie exterior de la atmósfera terrestre, en un plano perpendicular a los rayos. La constante solar incluye a todos los tipos de radiación solar, no solo a la luz visible. Mediciones de satélites la sitúan alrededor de 1366 vatios por metro cuadrado, aunque fluctúa un 6,9% a lo largo del año - desde los 1412 W/m² a principios de enero hasta los 1321 W/m² a principios de julio, dada la variación de la distancia desde el Sol, de una cuantas partes por mil diariamente. Para la Tierra al completo, con una sección transversal de 127.400.000 km², la potencia obtenida es de 1,740×1017 vatios, más o menos un 3,5%.
Las estimaciones de los recursos energéticos mundiales restantes son variables, con un total estimado de los recursos fósiles de unos 0,4 YJ (1 YJ = 1024J) y unos combustibles nucleares disponibles tales como el uranio que sobrepasan los 2,5 YJ. El rango de los combustibles fósiles se amplía hasta 0,6-3 YJ si las estimaciones de las reservas de hidratos de metano son exactas y si se consigue que su extracción sea técnicamente posible. Debido al Sol principalmente, el mundo tiene también acceso a una energía utilizable que excede los 120 PW (8.000 veces la total utilizada en 2004), o de 3,8 YJ/año, empequeñeciendo a todos los recursos no renovables.

## Consumo
Desde el advenimiento de la revolución industrial, el consumo energético mundial ha crecido de forma continuada. En 1890 el consumo de combustibles fósiles alcanzó al de biomasa utilizada en la industria y en los hogares. En 1900, el consumo energético global supuso 0,7 TW (0,7×1012 Watts).

### Combustibles fósiles
Durante el siglo veinte se observó un rápido incremento en el uso de los combustibles fósiles que se multiplicaron por veinte. Entre 1980 y 2004, las tasas anuales de crecimiento fueron del 2%. Según las estimaciones en 2006 de la Administración de Información sobre la Energía estadounidense, los 15 TW estimados de consumo energético total para 2004 se dividen como se muestra a continuación.
| Tipo de combustible                | Potencia en TW | Energía/año en EJ |
| Petróleo                           | 5,6            | 180               |
| Gas                                | 3,5            | 110               |
| Carbón                             | 3,8            | 120               |
| Hidroeléctrica                     | 0,9            | 30                |
| Nuclear                            | 0,9            | 30                |
| Geotérmica, eólica, solar, biomasa | 0,13           | 4                 |
| Total                              | 15             | 471               |

El carbón suministró la energía para la revolución industrial en los siglos XVIII y XIX. Con la llegada del automóvil, de los aviones y con la generalización del uso de la electricidad, el petróleo se convirtió en el combustible dominante durante el siglo XX. El crecimiento del petróleo como principal combustible fósil fue reforzado por el descenso continuado de su precio entre 1920 y 1973. Tras las crisis del petróleo de 1973 y 1979, en las cuales el precio del petróleo se incrementó desde los 5 hasta los 45 dólares estadounidenses por barril, se produjo un retraimiento del consumo de petróleo. El carbón y la energía nuclear pasaron a ser los combustibles elegidos para la generación de electricidad y las medidas de conservación incrementaron la eficiencia energética.
En EE. UU. el automóvil medio aumentó a más del doble las millas recorridas por galón. Japón, que soportó la peor parte de las crisis del petróleo, realizó mejoras espectaculares y ahora presenta la mayor eficiencia energética del mundo. se ha convertido en el combustible fósil de más rápido crecimiento.. Pese a ello, la energía solar fotovoltaica se está incorporando rápidamente como reemplazo de los combustibles fósiles como fuente dominante de energía. Obsérvese la comparación anterior sobre la disponibilidad: Los recursos totales de todos los combustibles fósiles representan 0,4 YJ en total, mientras que la disponibilidad de energía solar es de 3,8 YJ al año.

### Energía nuclear
En 2005 la energía nuclear representó el 6,3% del suministro de energía primaria total. La producción energética nuclear en 2006 alcanzó los 2.658 TWh, lo que representa el 16% del total de la producción mundial de electricidad. En noviembre de 2007, estaban operativos a nivel mundial 439 reactores nucleares, con una capacidad total de 372.002 MW. En construcción había otros 33 reactores, planeados 94 y en estado de propuesta 222. Entre las naciones que no la usan en la actualidad, 25 países están construyéndolos o se lo proponen. Algunos países han anunciado planes para suprimir la energía nuclear, pero hasta la fecha tan solo Italia lo ha llevado a la práctica (aunque continúa importando electricidad de naciones con centrales nucleares activas). Además de esto, aunque Austria, Filipinas y Corea del Norte han construido centrales nucleares, estos países las abortaron antes de que fueran puestas en marcha.

### Energías renovables
En 2004, el suministro de energía renovable representó el 7% del consumo energético mundial. El sector de las renovables ha ido creciendo significativamente desde los últimos años del siglo XX, y en 2005 la inversión nueva total fue estimada en 38000 millones de dólares estadounidenses. Alemania y China lideran las inversiones con alrededor de 7000 millones de dólares estadounidenses cada una, seguidas de Estados Unidos, España, Japón e India. Esto ha resultado en 35 GW de capacidad adicional al año.

#### Energía hidráulica
El consumo hidroeléctrico mundial alcanzó los 816 GW en 2005, consistentes en  750 GW de grandes centrales, y 66 GW de instalaciones microhidráulicas. El mayor incremento de la capacidad total anual con 10.9 GW fue aportado por China, Brasil e India, pero se dio un crecimiento mucho más rápido en la microhidráulica (8%), con el aumento de 5 GW, principalmente en China donde se encuentran en la actualidad aproximadamente el 58% de todas las plantas microhidráulicas del mundo.
En Occidente, aunque Canadá es el mayor productor hidroeléctrico mundial, la construcción de grandes centrales hidroeléctricas se ha paralizado debido a sus implicaciones medioambientales. La tendencia tanto en Canadá como en Estados Unidos ha sido hacia la microhidráulica dado su insignificante impacto ambiental y la incorporación de multitud de localizaciones para la generación de energía. Tan solo en la Columbia Británica se estima que la microhidráulica será capaz de elevar a más del doble la producción eléctrica en la provincia.

#### Biomasa y biocombustibles
Hasta finales del siglo XIX la biomasa era el combustible predominante, en la actualidad mantiene tan solo una pequeña participación del total del suministro energético. La electricidad producida con base a la biomasa fue estimada en 44 GW para el año 2005. La generación de electricidad por biomasa aumentó un 100% en Alemania, Hungría, Holanda, Polonia y España. Unos 20 GW adicionales fueron empleados para calefacción (en 2004), elevando la energía consumida total de biomasa a alrededor de 64 GW. El uso de las hornillas de biomasa para cocinar no ha sido considerado.
La producción mundial de bioetanol aumentó en un 8% hasta alcanzar los 33000 millones de litros, con el mayor incremento en los Estados Unidos, alcanzando así el nivel de consumo de Brasil. El biodiésel aumentó un 85% hasta los 3,9 miles de millones de litros, convirtiéndose en la energía renovable de mayor crecimiento en 2005. Alrededor del 50% es producido en Alemania.

#### Energía eólica
A finales de 2014, la potencia mundial instalada de energía eólica fue de 318 GW. Esta potencia instalada se duplica aproximadamente cada tres años.
Dinamarca genera más de un 25% de su electricidad mediante energía eólica, y más de 80 países en todo el mundo la utilizan de forma creciente para proporcionar energía eléctrica en sus redes de distribución, aumentando su capacidad anualmente con tasas por encima del 20%. En España la energía eólica produjo un 21,1% del consumo eléctrico en 2013, convirtiéndose en la tecnología con mayor contribución a la cobertura de la demanda, por encima incluso de la energía nuclear.

#### Energía solar
Los recursos energéticos disponibles mediante la energía solar son de 3,8 YJ/año (120 000 TW). Menos del 0,02% de los recursos disponibles son suficientes para reemplazar las energías fósiles y las nucleares como fuentes de energía. Considerando que las tasas actuales de uso permanecieran constantes, el petróleo se agotará en 35 años, y el carbón en 200 años de acuerdo a la teoría del pico de Hubbert. En la práctica no se llegará al agotamiento, ya que a medida que las reservas remanentes decaigan las limitaciones naturales obligarán a la producción a disminuir su ritmo.
En 2016, la energía solar fotovoltaica conectada a la red fue una de las fuentes de energía con mayor crecimiento mundial, hasta alcanzar una capacidad total instalada de 230 GW. La producción de células fotovoltaicas ha experimentado un crecimiento exponencial desde principios del siglo XXI, duplicándose aproximadamente cada dos años. China se ha convertido ya en el mayor productor fotovoltaico del mundo con 42 GW instalados, mientras que Alemania se aproximaba a los 40 GW, lo que equivale a la potencia de generación de varias decenas de centrales nucleares.
China, Japón, Estados Unidos e India, son los países donde la energía solar fotovoltaica está experimentando un crecimiento más vertiginoso, que se espera se acelere en los próximos años.
El consumo de agua caliente solar y la calefacción solar ha sido estimado en 88 GWt (gigavatios de energía térmica) para 2004.

#### Energía geotérmica
La energía geotérmica se utiliza comercialmente en alrededor de 70 países. Para finales de 2005 el uso mundial para la producción de electricidad alcanzó los 9,3 GW, con 28 GW adicionales usados para la calefacción directa. Si se incluye el calor recuperado por las bombas de calor geotermales, el uso de la energía geotérmica para fines no eléctricos es estimado en más de 100 GW.

### Por países
El consumo de energía sigue ampliamente al producto nacional bruto, aunque existe una diferencia significativa entre los niveles de consumo de los Estados Unidos con 11,4 kW por persona y los de Japón y Alemania con 6 kW por persona. En países en desarrollo como la India el uso de energía por persona es cercano a los 0,7 kW Bangladés tiene el consumo más bajo con 0,2 kW por persona.
Estados Unidos consume el 25% de la energía mundial (con una participación de la productividad del 22% y con un 5% de la población mundial). La cantidad de agua necesaria representa casi el 50% de agua usada en EE. UU frente al 35% usado en la agricultura.  El crecimiento más significativo del consumo energético está ocurriendo en China, que ha estado creciendo al 5,5% anual durante los últimos 25 años. Su población de 1.300 millones de personas consume en la actualidad a una tasa de 1,6 kW por persona.
Durante los últimos cuatro años el consumo de electricidad per cápita en EE. UU. ha decrecido al 1% anual entre 2004 y 2008. El consumo de energía proyectado alcanzará los 4.333.631 millones de kilovatios hora en 2013, con un crecimiento del 1.93% durante los próximos cinco años. El consumo se incrementó desde los 3.715.949 en 2004 hasta los esperados 3.937.879 millones de kilovatios hora al año en 2008, con un incremento de alrededor del 0.36% anual. La población de los EE. UU. ha venido incrementándose en un 1,3% anual, con un total de alrededor de 6,7% en los cinco años. El descenso se debe principalmente a los aumentos de la eficiencia y al uso de bombillas de bajo consumo que utilizan alrededor de un tercio de la electricidad que usan las bombillas incandescentes o las bombillas led que usan una décima parte, como mucho, a lo largo de sus 50.000 a 100.000 horas de vida esto las hace más baratas que los tubos fluorescentes.
Una medida de la eficiencia es la intensidad energética. Esta mide la cantidad de energía que le es necesaria a cada país para producir un dólar de producto interior bruto.

### Por sectores
Los usos industriales (agricultura, minería, manufacturas, construcción y pesca) consumen alrededor del 37% del total de los 15 TW. El transporte comercial y personal consume el 20%; la calefacción, la iluminación y el uso de electrodomésticos emplea el 11%; y los usos comerciales (iluminación, calefacción y climatización de edificios comerciales, así como el suministro de agua y saneamientos) alrededor del 5% del total.
El 27% restante de la energía mundial es perdido en la generación y el transporte de la energía. En 2005 el consumo eléctrico global equivalió a 2 TW. La energía empleada para generar 2 TW de electricidad es aproximadamente 5 TW, dado que la eficiencia de una central energética típica es de alrededor del 38%. La nueva generación de centrales térmicas de gas alcanzan eficiencias sustancialmente mayores, de un 55%. El carbón es el combustible más generalizado para la producción mundial de electricidad.

## Recursos

### Combustibles fósiles
Las reservas existentes de combustibles fósiles convencionales están estimadas en:
| Combustible | Reservas de energía en ZJ |
| ----------- | ------------------------- |
| Carbón      | 290.0                     |
| Petróleo    | 18.4                      |
| Gas         | 15.7                      |

Hay una incertidumbre significativa para estos datos. La estimación del combustible fósil remanente en el planeta depende de la comprensión detallada de la corteza terrestre. Esta comprensión es aún imperfecta. Mientras que la tecnología de perforación moderna hace posible perforar pozos de hasta 3 km de agua para verificar la composición exacta de la geología, la mitad del océano es más profundo que 3 km, dejando fuera un tercio del planeta más allá del alcance del análisis detallado. Los informes del Grupo de Vigilancia Energética muestran que las demandas de petróleo no pueden ser cubiertas y que el recurso uranio estará agotado en 70 años.

#### Carbón
El carbón es el combustible fósil más abundante. Según la Agencia Internacional de la Energía las reservas constatadas de carbón se sitúan en unos 909 mil millones de toneladas, con lo cual podrían mantener el actual ritmo de producción energética durante 155 años. Fue el combustible que alimentó la revolución industrial y su uso continúa siendo muy importante. China, que tiene una de las ciudades más contaminadas del mundo, construyó durante 2007 unas dos centrales eléctricas alimentadas por carbón a la semana. Sin embargo, la producción mediante carbón en China alcanzó su máximo en 2013 y ha descendido desde entonces. Recientemente, China ha cancelado la construcción prevista de más de 100 centrales de carbón, favoreciendo la instalación de energías renovables en su lugar.
El carbón sigue siendo no obstante uno de los principales combustibles fósiles y sus grandes reservas lo harían un candidato predilecto para afrontar la demanda energética de la comunidad global, si no fuera por las inquietudes sobre el calentamiento global y sobre otros contaminantes. Con el proceso Fischer-Tropsch se pueden obtener combustibles líquidos como el diésel o el combustible para la aviación desde el carbón. La campaña Paremos el Carbón pide una moratoria para la construcción de nuevas centrales de carbón y el abandono de las existentes, sobre la base de la preocupación sobre el calentamiento global. En los Estados Unidos, el 49% de la generación de electricidad proviene de la combustión del carbón.

#### Petróleo
Se estima que puede haber 57 ZJ de reservas de petróleo en la Tierra (aunque las estimaciones varían desde por lo bajo 8 ZJ, consistentes en las reservas actualmente probadas y recuperables, hasta la máxima de 110 ZJ[cita requerida]) consistente en las reservas disponibles aunque no necesariamente recuperables, y que incluye las estimaciones optimistas para fuentes no convencionales tales como las arenas de alquitrán y las pizarras bituminosas. El consenso actual alrededor de las 18 estimaciones reconocidas de los perfiles de suministro es que el pico de la extracción tendrá lugar en 2020 a una tasa de 93 millones de barriles al día. El consumo de petróleo actual está en una tasa de 0.18 ZJ por año (31,1 mil millones de barriles), o sea de 85 millones de barriles al día.
Hay un consenso creciente en que el pico de producción de petróleo podría ser alcanzado en un futuro cercano, desembocando en un incremento de los precios del petróleo. Un informe de 2005 del Ministerio francés de Economía, Industria y Finanzas sugiere que en el peor escenario podría suceder tan pronto como en 2013. También hay teorías que predicen que el pico podría ocurrir en tan solo 2-3 años. Las predicciones de ASPO lo colocan en el 2010. La producción de petróleo decreció desde 84,63 millones de barriles al día en 2005 hasta 84,60 millones de barriles al día, pero creció en 2007 hasta los 84,66 millones de barriles al día, y se prevé que crezca hasta los 87,7 millones de barriles al día en 2009.

#### Sostenibilidad
Las consideraciones políticas sobre la seguridad de los suministros, y las implicaciones medioambientales relacionadas con el calentamiento climático y con la sostenibilidad acabarán por sacar al consumo energético mundial de los combustibles fósiles. El concepto de pico del petróleo nos muestra que hemos empleado aproximadamente la mitad de los recursos de petróleo disponibles, y predice un descenso de la producción.
Un gobierno que lidere la retirada de los combustibles fósiles debería crear presión económica mediante el comercio de derechos de emisiónes de carbono y mediante ecotasas. Algunos países están desarrollando acciones a partir del Protocolo de Kioto, y hay propuestas de ir más lejos en esta dirección. Por ejemplo, la Comisión Europea ha propuesto que la Política Energética de la Unión Europea debería establecer unos objetivos vinculantes para elevar los niveles uso de las energías renovables desde el actual menos del 7% hasta un 20% en 2020.
El Efecto Isla de Pascua es citado como ejemplo de una cultura que fue incapaz de desarrollarse sosteniblemente que arrasó prácticamente el 100% de sus recursos naturales.

### Energía nuclear

#### Fisión nuclear
Según las estimaciones de la Organismo Internacional de Energía Atómica queda el equivalente a 2500 ZJ de uranio.  Esto asumiendo el uso del reactor reproductor rápido que es capaz de generar más material fisible del que consume. El IPCC estima que los depósitos de uranio económicamente recuperables actualmente probados para los reactores de ciclo de combustible directo alcanzan solo hasta 2 ZJ. El uranio finalmente recuperable se estima en 17 ZJ para los reactores de ciclo directo y en 1000 ZJ para los reactores reproductores rápidos que realizan el reprocesado.
Ni los recursos ni la tecnología limitan la capacidad de la energía nuclear de contribuir a satisfacer la demanda energética durante el siglo XXI. Aun así, las implicaciones políticas y medioambientales acerca de la seguridad nuclear y de los residuos radiactivos comenzaron a limitar el crecimiento de este suministro energético a finales del siglo pasado, en especial debido a ciertos accidentes nucleares. Las preocupaciones acerca de la proliferación nuclear (especialmente al respecto del Plutonio producido por los reactores reproductores) apuntan a que el desarrollo de la energía nuclear por países tales como Irán o Siria está siendo activamente desalentado por la comunidad internacional.

#### Fusión nuclear
La fusión nuclear es el proceso físico por el cual se produce la energía en las estrellas, incluido el Sol. Genera grandes cantidades de calor a base de fusionar los núcleos de isótopos de hidrógeno. El calor puede ser teóricamente empleado para la generación de electricidad. Las temperaturas y presiones necesarias para albergar la fusión la convierten en un proceso muy difícil de controlar y por lo tanto en un reto tecnológico sin resolver. El tentador potencial de la fusión lo representa su capacidad teórica para suministrar grandes cantidades de energía, con una relativamente pequeña contaminación asociada. Tanto los Estados Unidos de América como la Unión Europea apoyan la investigación (como por ejemplo invirtiendo en el ITER), además de otros países. Según un informe, la limitada inversión ha retrasado el progreso en la investigación sobre la fusión durante los últimos 20 años, con lo que se está a 50 años de distancia de una disponibilidad comercial.

### Recursos renovables
Los recursos renovables están disponibles a lo largo del tiempo, a diferencia de los recursos no renovables. Una sencilla comparación puede ser la de una mina de carbón y un bosque. Mientras que el bosque puede ser agotado, si se lo maneja adecuadamente representa un suministro continuo de energía, frente a la mina de carbón que una vez agotada se acabó. La mayoría de los recursos energéticos disponibles en la Tierra son recursos renovables.

#### Energía solar
Las fuentes energéticas renovables son aún mayores que los tradicionales combustibles fósiles y en teoría pueden fácilmente suministrar la energía que el mundo necesita. 89 PW de energía solar llegan a la superficie del planeta. Aunque no es posible atraparla toda, ni tan siquiera la mayor parte, aún capturando menos del 0,02% de esta energía sería suficiente para colmar las necesidades energéticas actuales. Los obstáculos al desarrollo de la producción solar incluyen la dependencia del factor meteorológico y la falta de espacio para paneles solares en áreas de gran demanda como las ciudades. Además, la generación solar no produce electricidad durante la noche, lo cual es un problema destacado para los países ubicados en latitudes altas boreales y septentrionales; la demanda energética es más elevada en invierno, mientras la disponibilidad de energía solar en más baja. Globalmente, la generación solar es la fuente de energía de más rápido crecimiento, mostrando un crecimiento promedio anual del 35% durante los últimos años. Japón, Europa, China, los Estados Unidos de América e India son los países inversores de mayor crecimiento de la energía solar. Los avances en la tecnología y las economías de escala, así como la demanda de soluciones al calentamiento global, han llevado a la energía fotovoltaica a convertirse en el mejor candidato para reemplazar a la energía nuclear y a los combustibles fósiles.

#### Energía eólica
La energía eólica disponible se estima en un rango de entre 300 TW hasta 870 TW. Atendiendo a la estimación más baja, con tan solo el 5% de la energía eólica disponible se podrían abastecer las necesidades energéticas mundiales actuales. La mayor parte de esta energía eólica está disponible sobre océano abierto. El océano cubre el 71% del planeta y el viento tiende a soplar con mayor intensidad sobre aguas cerradas porque encuentra menos obstáculos.

#### Energía mareomotriz y de las olas
A finales de 2005 se producían 0,3 GW de electricidad por energía mareomotriz. Debido a las fuerzas gravitatorias creadas por la Luna (68%) y el Sol (32%), y a la rotación relativa de la Tierra con respecto al Sol y a la Luna, se producen las variaciones de las mareas. Estas dan lugar a una disipación de una tasa promedio de alrededor de 3,7 TW. Como resultado, la velocidad de rotación de la tierra decrece, y la distancia de la Luna a la Tierra se incrementa, a escalas de tiempo geológicas. En varios miles de millones de años, la Tierra rotará a la misma velocidad a la que la Luna gire alrededor de ella. Debido a ello, pueden producirse muchos TW de energía mareomotriz sin afectar significativamente a la mecánica celeste[cita requerida].
Otra limitación física es la energía disponible en las fluctuaciones mareales de los océanos, que se sitúa en unos 0,6 EJ (exajulios). Nótese que esto representa tan solo una pequeña fracción del total de la energía rotacional de la Tierra. Sin forzamiento, esta energía se disiparía (a una tasa de disipación de 3,7 TW) en alrededor de cuatro periodos de marea semidiurnos. De esta manera, la disipación juega un papel significativo en la dinámica mareal de los océanos. Por ello, esto limita la energía mareomotriz disponible a alrededor de 0,8 TW (20% de tasa de disipación) en orden a no alterar demasiado la dinámica mareal.[cita requerida]
Las olas derivan del viento, que es a su vez generado por la energía solar, y en esta conversión hay una caída de alrededor de dos órdenes de magnitud en la energía disponible. El flujo de energía de las olas que llegan a nuestras costas asciende a 3 TW.

#### Energía geotérmica
Las estimaciones de los recursos mundiales de energía geotérmica varían considerablemente. Según un estudio de 1999, se pensaba que podrían ascender a entre 65 y 138 GW de capacidad de generación eléctrica 'usando tecnologías mejoradas'.
Un informe de 2006 realizado por el MIT que tuvo en cuenta el uso de Sistemas Geotérmicos Mejorados (EGS) concluyó que sería asequible generar 100 GWe (gigavatios de electricidad) o más para 2050, tan solo en los Estados Unidos de América, con una inversión máxima de mil millones de dólares estadounidenses en investigación y desarrollo a lo largo de 15 años.
El informe del MIT calculó unos recursos mundiales totales de EGS de alrededor de 13 YJ, de los cuales cerca de 200 ZJ serían extraíbles, con un potencial incremento de esta proporción de unos 2 YJ a base de mejoras tecnológicas - suficiente como para satisfacer las necesidades energéticas mundiales durante bastantes milenios.

#### Biomasa
La producción de biomasa y de biocombustibles son industrias crecientes a medida que crece el interés por fuentes de combustibles sostenibles. La utilización de productos de desecho evita el dilema entre alimentos o combustibles, mientras que la combustión del gas metano reduce las emisiones de gases de efecto invernadero, ya que aunque libere dióxido de carbono, este tiene una capacidad de efecto invernadero 23 veces menor que el metano. Los biocombustibles representan una sustitución parcial sostenible para los combustibles fósiles, aunque su impacto neto sobre las emisiones de gases de efecto invernadero dependen de las prácticas agrícolas utilizadas para cultivar el material vegetal empleado para generar los combustibles. Aunque existe una creencia extendida de que los biocombustibles pueden ser neutros en cuanto a las emisiones de carbono, existen evidencias de que los biocombustibles producidos por los métodos de cultivo actuales son en términos netos emisores de carbono. Las energías geotérmicas y de biomasa son solo dos fuentes de energías renovables que requieren una gestión cuidadosa para evitar el agotamiento a nivel local.

#### Energía hidráulica
En 2005 la energía hidroeléctrica suministro el 16,4% de la electricidad mundial. Aún siguen diseñándose grandes presas. Sin embargo, la energía hidroeléctrica no es probablemente una de las mejores opciones para el futuro de la producción energética en los países desarrollados dado que los mejores lugares para ello en estos países ya están siendo explotados o son incompatibles por otras razones, entre ellas por motivos medioambientales.

## Diferentes estrategias energéticas
Dinamarca y Alemania han comenzado a invertir en energía solar, pese a sus localizaciones geográficas desfavorables. Alemania es en la actualidad el mayor consumidor de células fotovoltaicas del mundo. Dinamarca y Alemania han instalado 3 GW y17 GW de captación eólica respectivamente. En 2005, el viento generó el 18,5% de la toda la electricidad en Dinamarca.  Brasil invierte en la producción de etanol a partir de azúcar de caña, y este ha pasado a ser una parte significativa del combustible para transporte empleado en el país. A partir de 1965, Francia realizó grandes inversiones en la energía nuclear y hasta la fecha las tres cuartas partes de su electricidad provienen de reactores nucleares. Suiza planea recortar su consumo energético a menos de la mitad para llegar a ser una "Sociedad de 2000 vatios" para 2050 y el Reino Unido trabaja en conseguir unas especificaciones para la construcción de viviendas nuevas según el principio de "Edificio energía cero" antes de 2016. China por su parte, se apegará a una estrategia de energía sustentable y hará contribuciones activas al desarrollo de energía sustentable y la seguridad energética en el mundo, ha trazado un plan para reducir el consumo de energía en producto interno bruto por unidad alrededor de 20 por ciento para el año 2010, en comparación con el nivel de 2005,
En el siglo XXI, muchas de estas diferentes estrategias energéticas podrían adquirir una mayor relevancia y desplazar a los omnipresentes combustibles fósiles.
Debería tenerse en cuenta que cuando la Revolución Verde transformó la agricultura a lo largo de todo el planeta, entre 1950 y 1984, la producción de grano se incrementó en un 250%. La energía para esta Revolución Verde fue suministrada por los combustibles fósiles en forma de fertilizantes (gas natural), pesticidas (petróleo), e irrigación energéticamente forzada. El pico de producción mundial de hidrocarburos (Teoría del pico de Hubbert) puede poner a prueba las críticas de Malthus.